# 比哈爾邦的帕坦人
帕坦人，即普什圖人在13世紀古爾王朝時代已生活在印度比哈爾邦。他們最常用姓氏是可汗。
他們分為兩個不同但有關係的群體，納斯里(來自阿拉伯語納斯，即種族)，迪萬尼(阿拉伯語解宮廷)。前一種是真正的普什圖人後裔，後一種是拉其普特人與婆羅門皈依伊斯蘭教後併入普什圖人的後裔。